# Vincent Plant
Vincent Plant (Vincent Leo „Vin“ Plant; * 29. Juni 1949) ist ein ehemaliger australischer Hürdenläufer, der sich auf die 110-Meter-Distanz spezialisiert hatte.
Bei den British Commonwealth Games 1974 in Christchurch kam er auf den achten Platz.
1977 und 1978 wurde er Australischer Meister.

## Bestzeiten
- 100 m: 10,3 s, 29. Dezember 1973, Melbourne
- 110 m Hürden: 14,09 s, 31. März 1979, Melbourne (handgestoppt: 13,7 s, 1. März 1975, Melbourne)